# 豊田市立元城小学校
豊田市立元城小学校（とよたしりつ もとしろしょうがっこう）は、愛知県豊田市八幡町にある公立小学校。

## 概要
1972年（昭和47年）、豊田市立挙母小学校のマンモス化を解消するため、同校より分離独立し開校。部活動はサッカー、バスケ、など。

## 沿革

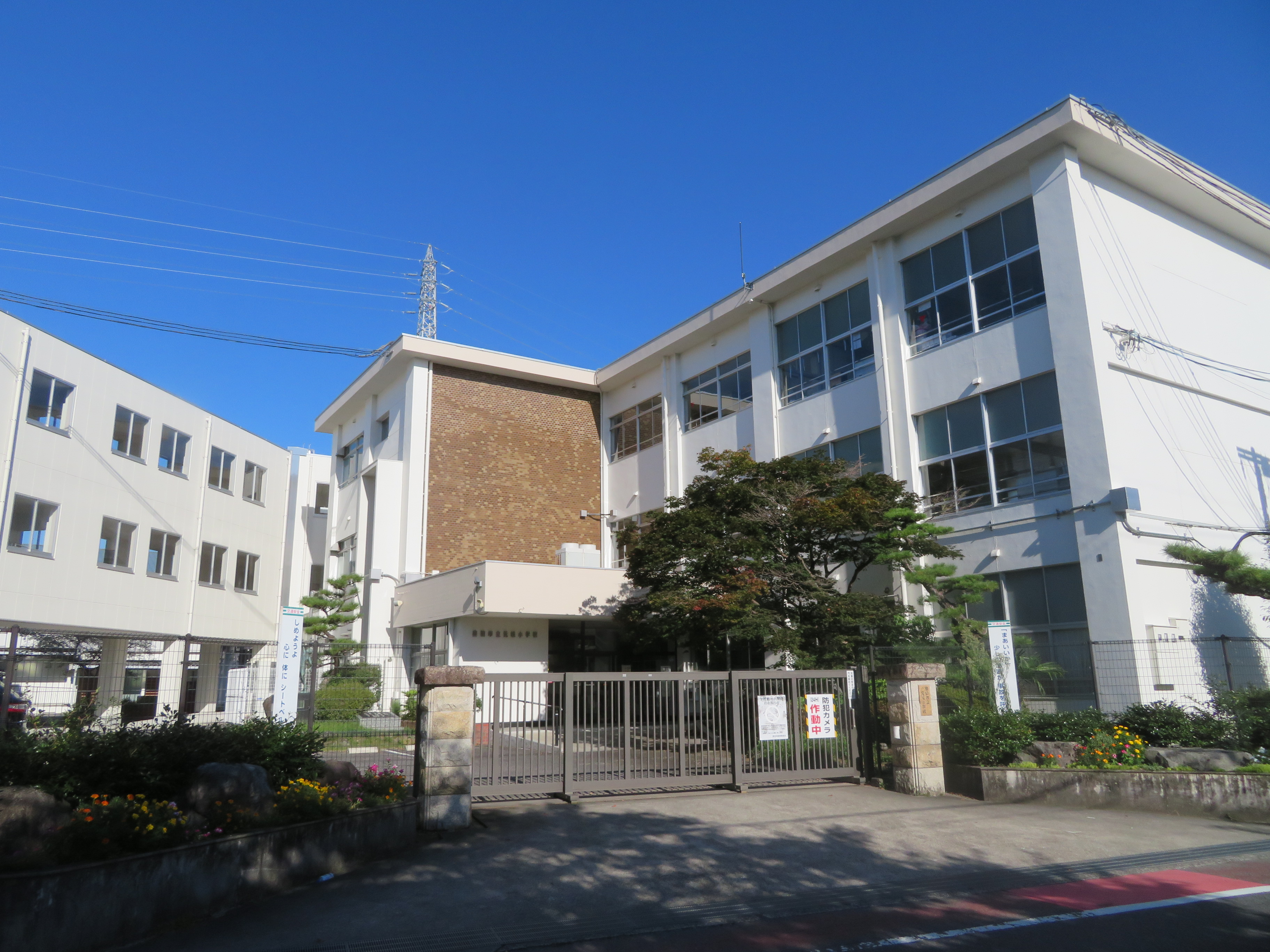
校門

- 1972年（昭和47年）4月1日 - 開校[1]。
- 2019年（令和元年）6月18日 - コンピューター室と図書室にしかなかったエアコンが普通教室にもエアコンがついた[2]

## 進学先中学校
- 豊田市立崇化館中学校

## 学区 / 校区内の主な施設
- スカイホール豊田
- イオン豊田店
- 豊田市中央図書館
- 参合館

## 交通アクセス
- 名鉄三河線「豊田市駅」および愛知環状鉄道・愛知環状鉄道線「新豊田駅」から徒歩約25分[1]。